# Зубово (Ярцевский район)
Зубово — деревня в Ярцевском районе Смоленской области России. Входит в состав Подрощинского сельского поселения. Население — 102 жителя (2007 год). 
Расположена в центральной части области в 5 км к юго-западу от Ярцева, в 7 км южнее автодороги М1 «Беларусь», на берегу реки Истока. В 6 км севернее деревни расположена железнодорожная станция Ярцево на линии Москва — Минск. 

## История
В годы Великой Отечественной войны деревня была оккупирована гитлеровскими войсками в июле 1941 года, освобождена в сентябре 1943 года.